# Franci Siffels
Johanna Francisca „Franci“ de Munck-Siffels (* 3. Februar 1920 in Zaandam; † vermutlich am 23. Mai 1944 in Rustenburg. Provinz Noord-Holland) war eine Niederländerin, die während des Zweiten Weltkriegs zunächst für den niederländischen Widerstand und dann als Agentin für die deutschen Besatzer arbeitete. Sie wurde von Widerständlern ermordet.

## Biographie
Franci Siffels entstammte einer kommunistischen Familie; ihr Vater war Mitglied der niederländischen kommunistischen Partei (CPN) und saß im Stadtrat. Siffels selbst war ebenfalls in der linken Bewegung aktiv und verkaufte die kommunistische Zeitung De Waarheid. Am 12. Oktober 1939 heiratete sie Dingeman de Munck (1916–1996). Beide Eheleute galten als sehr attraktiv und waren einander nicht treu, was immer wieder zu Auseinandersetzungen führte. De Munck hatte während des Spanischen Bürgerkriegs gegen die faschistischen Milizen von General Francisco Franco gekämpft. Er war ausgebildeter Typograf und hatte zuvor in einer Druckerei gearbeitet. Nach seiner Rückkehr aus Spanien verlor er – wie alle Niederländer, die in Spanien gekämpft hatten – seine niederländische Staatsbürgerschaft, weshalb er keine Arbeit bekam. Daher lebte die Familie in ärmlichen Verhältnissen, erhielt aber eine Unterstützung von der CPN. Am 14. März 1941 brachte Francisca Siffels eine Tochter zur Welt, die ebenfalls Francisca genannt wurde.
Ab 1943 arbeitete Franci Siffels als Kurier für den Raad van Verzet (Widerstandssrat); ihr Mann beteiligte sich an Sabotageakten. Auch nahmen sie den fünfjährigen jüdischen Jungen Levie Wolf „Lou“ Polak auf, dem Franci Siffels die Haare blond färbte. Er erhielt den Decknamen Jopie de Jong und wurde bis 1945 nacheinander an insgesamt 17 Adressen versteckt. Nach dem späteren Verschwinden von Franci Siffels brachte ihn deren Mutter nach Amsterdam an eine andere Adresse. Levie Polak und seine Mutter überlebten das Kriegsende, während der Vater im Vernichtungslager Sobibor ermordet wurde.
Im November 1943 begann Siffels, für die deutschen Besatzer zu arbeiten. Über den Grund ihrer Sinnesänderung heißt es, Siffels habe herausgefunden, dass ihr Mann sie mit ihrer Schwester Hendrika betrog, und sie deshalb diesen Verrat begangen habe. Sie sei „wütend“ nach Amsterdam zum Hauptquartier des Sicherheitsdienstes gefahren und habe sich bereit erklärt, bei der Zerschlagung des Widerstandes in Zaandam mitzuwirken. Sie nannte den Namen ihres Mannes sowie zahlreiche weitere von angeblichen Kommunisten und Widerständlern. Mutmaßlich wollte sie nur ihren Ehemann denunzieren, wurde dann aber vom SD gezwungen, weitere Namen zu nennen. In der Nacht vom 22. auf den 23. November fuhren SD-Beamte durch Zaandam und ließen sich von Franci Siffels die Adressen der betroffenen Personen zeigen. Insgesamt wurden in dieser Nacht 14 Personen verhaftet, von denen nur eine wieder freigelassen wurde, sieben von ihnen überlebten ihre Gefangenschaft nicht. Auch der spätere CPN-Führer Marcus Bakker, damals 19 Jahre alt, stand auf der Liste, konnte aber entkommen, da sein Vater von einem Polizeibeamten gewarnt worden war. In den folgenden Monaten kam es durch Siffels' Informationen an den SD zu insgesamt über 150 Verhaftungen, darunter mindestens 17 Frauen wie etwa die untergetauchte Jüdin Elly Wessels-Premsela, die im Februar 1944 in Auschwitz ermordet wurde. Siffels' Biograf Erik Schaap urteilte: „Ik denk dat Franci één van de grootste verraders van Nederland was.“ („Ich denke, dass Franci eine der größten Verräterrinnen der Niederlande war.“)
Anschließend erhielt Franci Siffels vom SD den Auftrag, den Landelijke Knokploeg in Alkmaar aufzusuchen und sich ihm anzuschließen. Dort wurde sie von misstrauischen Angehörigen des Widerstands getötet. Vermutlich starb Siffels am 23. Mai 1944. Möglicherweise wurde sie zunächst verschleppt, misshandelt und schließlich erschossen. Ihr Leichnam wurde in einer Grube in Rustenburg gefunden, aber erst nach Bekanntmachung durch die Polizei im Juni 1944 identifiziert.
Ihre kleine Tochter Francisca war an ihrem Todestag von zwei Widerständlern bei der Großmutter Anna Siffels abgeholt und an einen anderen Ort gebracht worden. Die Großmutter war überzeugt, dass diese beiden Männer die Mörder ihrer Tochter waren. Ein Widerstandskämpfer, der der Großmutter Monate später versprach, das Kind zurückzubringen, wurde selbst von den Deutschen erschossen, so dass diese Spur verloren ging. Trotz weiterer Nachforschungen von Anna Siffels gelang es nicht, den Verbleib der Enkelin zu ermitteln, obwohl sie bis Kriegsende und darüber hinaus nach dem Kind suchte. Dingeman de Munck überlebte das KZ Dachau und erhielt in den 1960er Jahren seine niederländische Staatsbürgerschaft zurück.